# Euskaltel-Euskadi

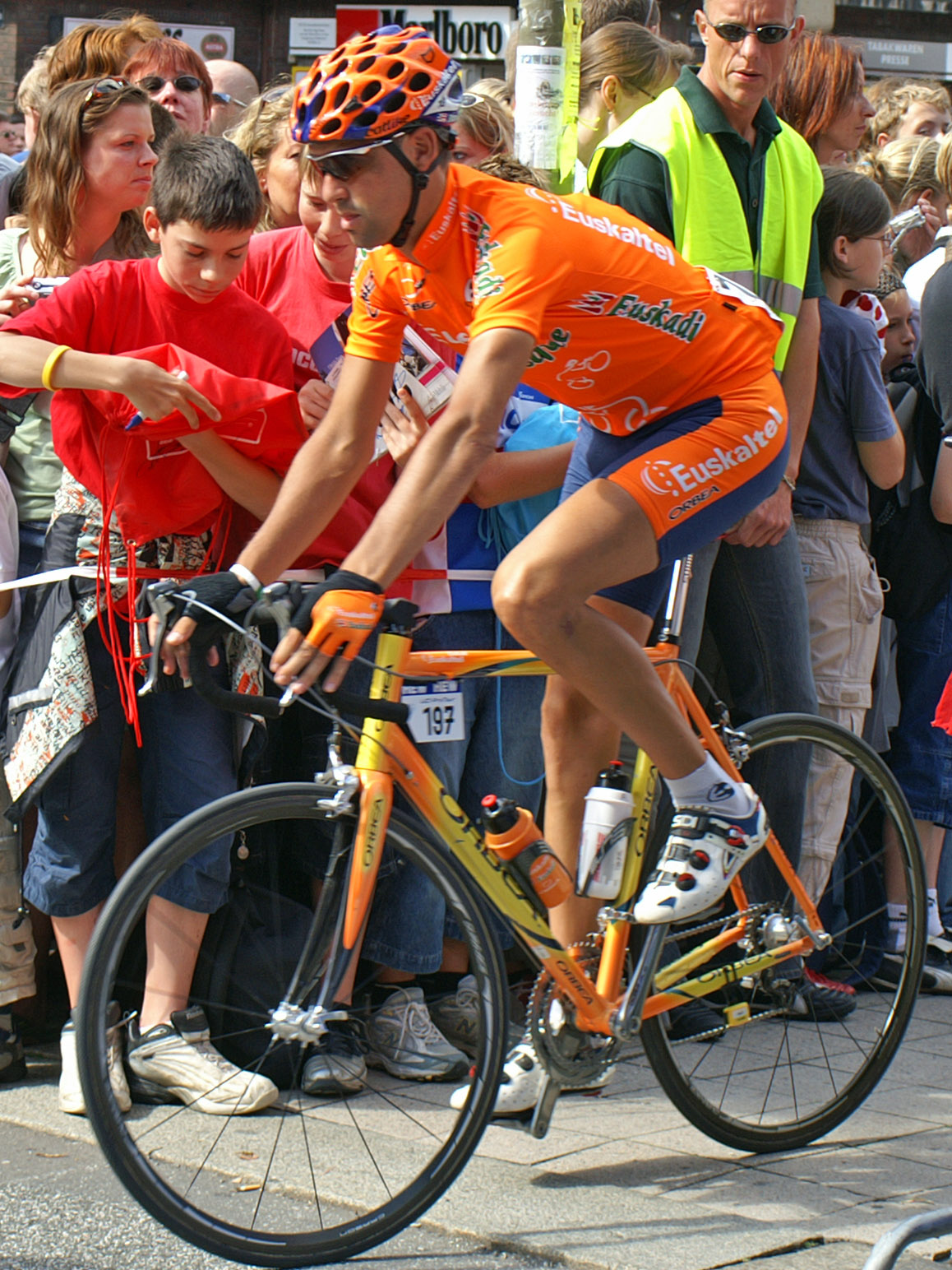
Aketza Peña Iza abans de l'inici de la HEW Cyclassics del 2005

Euskaltel-Euskadi (codi UCI: EUS), oficialment Fundació Ciclista Euskadi - Euskadiko Txirrindularitza Iraskundea, fou un equip ciclista professional basc que participà en l'UCI ProTour, des de la creació d'aquesta categoria, el 2005, fins a la desaparició de l'equip, el 2013. També participà en algunes carreres del Circuit Continental, sobretot les espanyoles.
La singularitat de l'Euskaltel-Euskadi radicava en el fet que tots els seus corredors eren originaris d'Euskal Herria o havien format part de les categories inferiors d'algun equip dels territoris bascos. Això sols es trencà en la darrera de les temporades en què va córrer, el 2013, quan fitxà corredors de fora d'aquests territoris.
El president de la Fundació era Miguel Madariaga, ajudat per Igor González de Galdeano, com a mànager general, mentre que la direcció esportiva va anar, els darrers anys, a càrrec d'Álvaro González de Galdeano, Gorka Gerrikagoitia i Josu Larrazabal.
Els seus principals patrocinadors foren l'empresa basca de telecomunicacions Euskaltel i el Govern Basc sota la marca Euskadi, patrocinant el País Basc.

## Història de l'equip
Es va fundar el 17 de juny de l'any 1993 sota el nom de Fundació ciclista d'Euskadi amb la intenció de fomentar, promocionar i divulgar el ciclisme i la pedrera basca, amb el suport institucional del Govern Basc. Tenia el patrocini de l'empresa de telecomunicacions Euskaltel, assegurat fins a la fi de 2010. L'equip Orbea feia de filial en tenir un pacte de col·laboració i de formació de corredors renovat a la fi de 2006, fins a 2008.
Entre els ciclistes que han format part de la plantilla estan importants corredors com Igor González de Galdeano, Joseba Beloki, Iban Mayo, Aitor González, Roberto Laiseka (retirat de l'activitat esportiva per culpa d'una lesió al genoll, fruit d'una caiguda al Giro d'Itàlia de 2006), Haimar Zubeldia o Samuel Sánchez.
El 2006 va assolir un total d'11 victòries. Destaquen les assolides a la Volta a Espanya per Igor Antón i Samuel Sánchez, a més de les victòries ProTour a la Dauphiné Libéré de Iban Mayo, al GP de Zurich de Samuel Sánchez, i també les dues etapes a la Volta al País Basc del mateix Samuel Sánchez. També destaca la victòria de David Herrero a una etapa de l'Euskal Bizikleta.
Durant la disputa del Tour de França de 2013 van començar a sortir notícies sobre les dificultats econòmiques de l'equip i les necessitats de buscar un nou patrocinador. Aquest no arribava i cap a la fi d'agost s'anuncia la seva desaparició. Al principi de setembre de 2013 arriba la notícia que Fernando Alonso compra l'equip i n'evita la desaparició, però finalment les negociacions no arriben a tancar-se i l'equip va acabar desapareixent en finalitzar la disputa del Tour de Pequín.

## Principals victòries

### Clàssiques
- Campionat de Zuric: 2006 (Samuel Sánchez)

### Curses per etapes
- Critèrium del Dauphiné Libéré: 2004 (Iban Mayo) i 2005 (Íñigo Landaluze)
- Volta al País Basc: 2003 (Iban Mayo) i 2012 (Samuel Sánchez)
- Volta a Suïssa: 2005 (Aitor González)

### Resultats a les Grans Voltes
- Tour de França
  - 13 participacions (2001, 2002, 2003. 2004, 2005, 2006, 2007, 2008, 2009, 2010, 2011, 2012, 2013)
  - 3 victòries d'etapa:
    - 1 el 2001: Roberto Laiseka
    - 1 el 2003: Iban Mayo
    - 1 el 2011: Samuel Sánchez

  - Classificacions secundàries: 1
    -  Classificació de la muntanya: Samuel Sánchez el 2011

- Giro d'Itàlia
  - 7 participacions (2005, 2006, 2007, 2008, 2011, 2012, 2013)
  - 3 victòries d'etapa:
    - 2 el 2011: Igor Antón i Mikel Nieve
    - 1 el 2012: Ion Izagirre

- Volta a Espanya
  - 20 participacions (1994, 1995, 1996, 1997, 1998, 1999, 2000, 2001, 2002, 2003, 2004, 2005, 2006, 2007, 2008, 2009, 2010, 2011, 2012, 2013)
  - 12 victòries d'etapa:
    - 1 el 1999: Roberto Laiseka
    - 2 el 2005: Roberto Laiseka i Samuel Sánchez
    - 2 el 2006: Igor Antón i Samuel Sánchez
    - 3 el 2007: Samuel Sánchez
    - 3 el 2010: Igor Antón (2) i Mikel Nieve
    - 1 el 2011: Igor Antón

  - 1 classificació secundària
    - Classificació per equips: 2013

### Campionats nacionals
- Campionat d'Espanya en contrarellotge: 1996 (Iñigo González de Heredia)
- Campionat de Grècia en ruta: 2013 (Ioánnis Tamourídis)
- Campionat de Grècia en contrarellotge: 2013 (Ioánnis Tamourídis)

### Jocs Olímpics
- Jocs Olímpics de 2008: Samuel Sánchez (campió olímpic de ciclisme en ruta)

## Classificacions UCI
Fins al 1998 els equips ciclistes es trobaven classificats dins l'UCI en una única categoria. El 1999 la classificació UCI per equips es dividí entre GSI, GSII i GSIII. D'acord amb aquesta classificació els Grups Esportius II són la segona divisió dels equips ciclistes professionals. L'Euskaltel-Euskadi accedí al nivell superior gràcies a la seva primera posició el 2001. La següent classificació estableix la posició de l'equip en finalitzar la temporada.
| Temporada | Classificació per equips | Millor ciclista en la classificació individual |
| --------- | ------------------------ | ---------------------------------------------- |
| 1995      | 32è                      | Íñigo Cuesta (223è)                            |
| 1996      | 36è                      | César Solaun (220è)                            |
| 1997      | 34è                      | César Solaun (121è)                            |
| 1998      | 28è                      | Álvaro González de Galdeano (96è)              |
| 1999      | 3r (GSII)                | Roberto Laiseka (83è)                          |
| 2000      | 1r (GSII)                | Haimar Zubeldia (32è)                          |
| 2001      | 17è                      | David Etxebarria (48è)                         |
| 2002      | 24è                      | David Etxebarria (49è)                         |
| 2003      | 13è                      | Iban Mayo (10è)                                |
| 2004      | 15è                      | Iban Mayo (23è)                                |

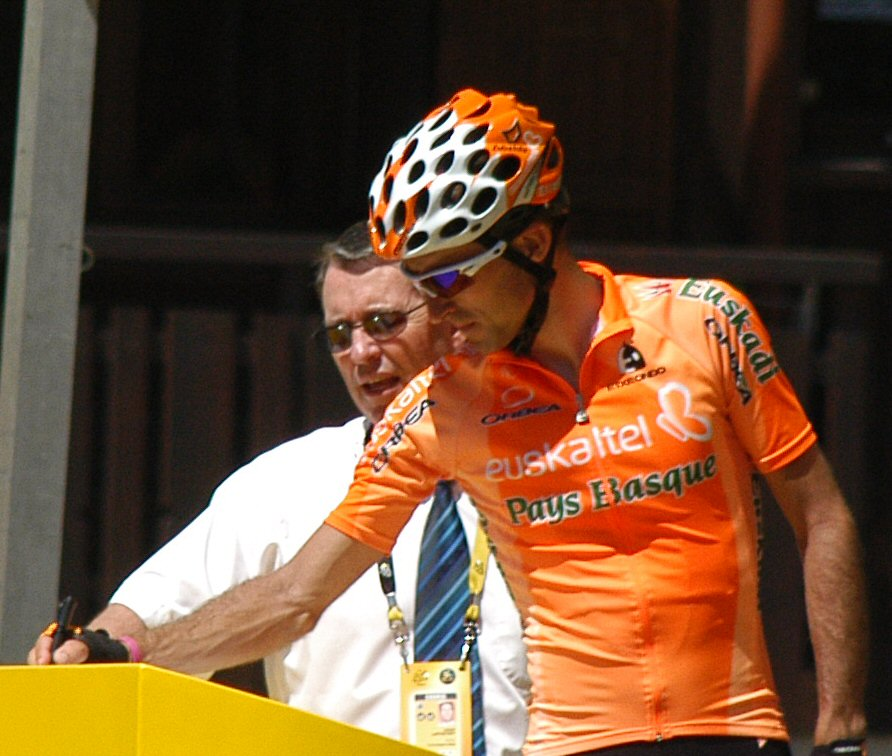
Haimar Zubeldia durant el Tour de França de 2007

El 2005, l'equip Euskaltel-Euskadi s'integrà al ProTour. La taula presenta les classificacions de l'equip al circuit, així com el millor ciclista individual.
| Temporada | Classificació per equips | Millor ciclista en la classificació individual |
| --------- | ------------------------ | ---------------------------------------------- |
| 2005      | 19è                      | Aitor González (43è)                           |
| 2006      | 17è                      | Samuel Sánchez (2n)                            |
| 2007      | 11è                      | Samuel Sánchez (9è)                            |
| 2008      | 7è                       | Mikel Astarloza (11è)                          |

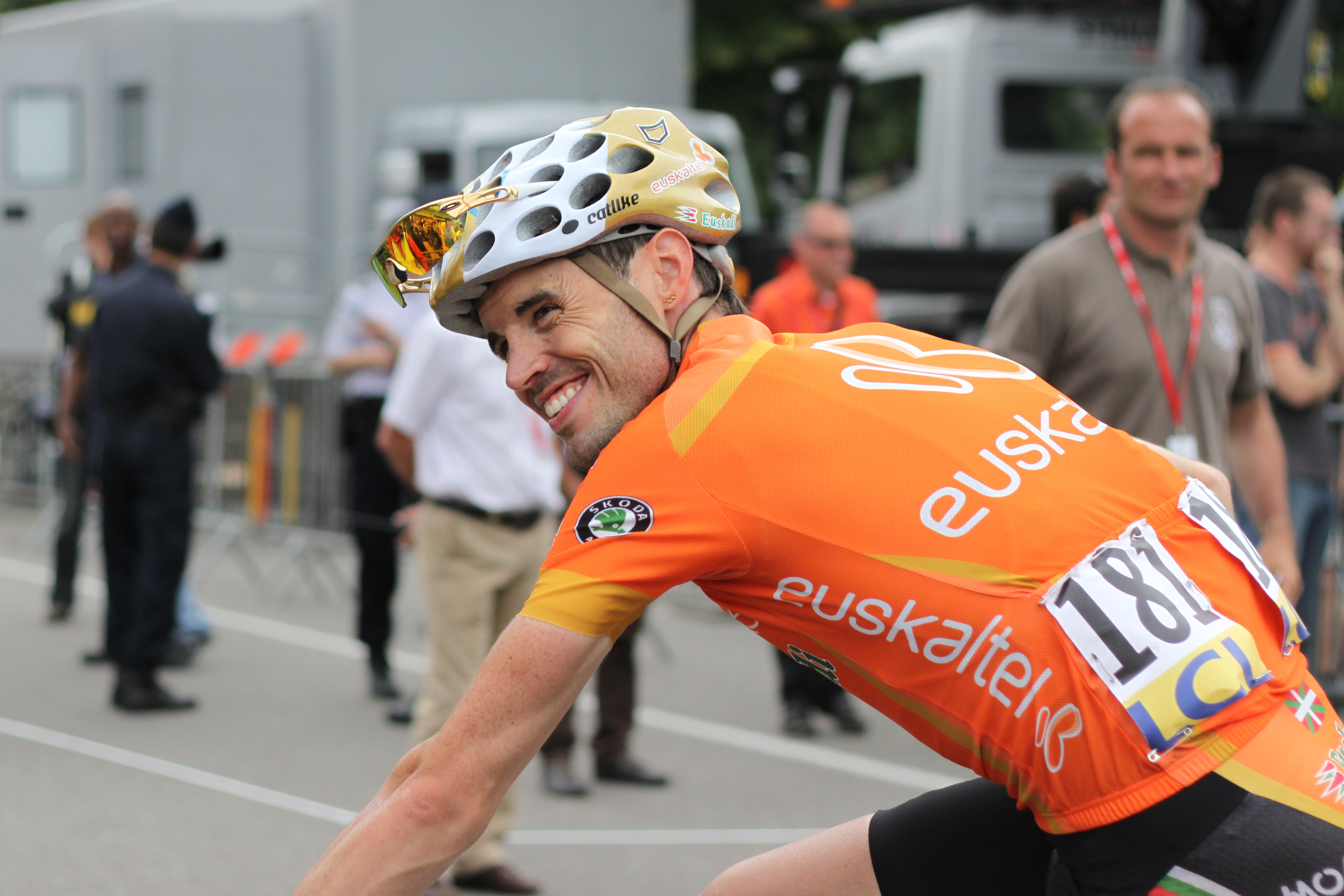
Samuel Sánchez al Critèrium del Dauphiné 2010

El 2009 la classificació del ProTour és substituïda pel Calendari mundial UCI.
| Temporada | Classificació per equips | Millor ciclista en la classificació individual |
| --------- | ------------------------ | ---------------------------------------------- |
| 2009      | 12è                      | Samuel Sánchez (3r)                            |
| 2010      | 13è                      | Samuel Sánchez (8è)                            |

EL 2011 el Calendari mundial UCI passa a ser l'UCI World Tour.
| Temporada | Classificació per equips | Millor ciclista en la classificació individual |
| --------- | ------------------------ | ---------------------------------------------- |
| 2011      | 12è                      | Samuel Sánchez (6è)                            |
| 2012      | 13è                      | Samuel Sánchez (9è)                            |
| 2013      | 15è                      | Ion Izagirre (32è)                             |